# 죽은 자의 제국
《죽은 자의 제국》(일본어: 屍者の帝国)는 2015년 공개된 일본의 애니메이션 영화로, 이토 케이카쿠, 엔죠 토의 동명 소설을 원작으로 하였다. 마키하라 료타로 감독이 연출하며, 호소야 요시마사, 무라세 아유무, 쿠스노키 타이텐, 하나자와 카나가 출연한다.

## 출연
- 호소야 노시마사 : 존 H. 왓슨 역
- 무라세 아유무 : 프라이데이 역
- 쿠스노키 타이텐 : 프레데릭 버나비 역
- 하나자와 카나 : 아달라 리리스 역
- 미키 신이치로 : 알렉세이 카라마조프 역
- 야마시타 다이키 : 니콜라이 크라토스킨 역
- 스고우 타카유키 : 더 원 역
- 오오츠카 아키오 : M 역